# Отрада (Глазуновский район)
Отра́да — деревня в Глазуновском районе Орловской области России. Административный центр Отрадинского сельского поселения.

## География
Деревня находится на северной границе посёлка городского типа Глазуновка, административного центра района, на расстоянии 54 км к юго-востоку от города Орёл, административного центра области.

### Часовой пояс
Деревня Отрада, как и вся Орловская область, находится в часовой зоне МСК (московское время). Смещение применяемого времени относительно UTC составляет +3:00.

## Население
| 2002 | 2010 |
| ---- | ---- |
| 405  | ↘366 |

### Национальный состав
Согласно результатам переписи 2002 года, в национальной структуре населения русские составляли 96 % из 405 чел.